# Juktali
Juktali (ros. Юктали) – osiedle w Rosji, w obwodzie amurskim, w rejonie tyndińskim. W 2010 liczyło 1628 mieszkańców.